# Tatay
Tatay é uma localidade do partido de Carmen de Areco, da Província de Buenos Aires, na Argentina.